# Agustina Atienza y Cobos
Agustina Atienza y Cobos (Ceuta, 26 junio de 1860–Madrid, 1 de abril de 1915) fue una pintora española.

## Trayectoria
Hija de Carlota Cobo y Zaragoza, natural de Zaragoza y de Francisco Atienza y Morillo, natural de Ronda; su abuela materna fue Agustina de Aragón. Estuvo casada con el administrador e inspector de aduanas Luis Torá Martin.  
Cursó sus estudios en la Escuela de Institutrices, una sección de la Asociación para la Enseñanza de la Mujer, de Madrid en 1873 y en las clases de dibujo para señoritas en el Conservatorio de Artes, obteniendo un primer premio en 1876, y en la Escuela de Bellas Artes de San Luis de Zaragoza. Durante su periodo de aprendizaje, realizó las copias de La Sagrada Familia y del Divino Pastor de Murillo. En el registro de copistas del Museo del Prado, en las fechas de 11 de octubre de 1877 y de enero de 1878 consta su nombre copiando La Magdalena y La Virgen y el Niño.
El 8 de marzo de 1881 el Ayuntamiento de Zaragoza le concedió una pensión de 1000 pesetas anuales durante cuatro años para completar sus estudios en Madrid. Fue la primera mujer becada por la Diputación de Zaragoza, decisión en la que influyó ser nieta de Agustina de Aragón. En 1881 realizó la copia de La Perla de Rafael en el Museo del Prado y lo regaló al Ayuntamiento de Zaragoza y en 1886 también donó el retrato de su abuela Agustina de Aragón. En este retrato pintó a su abuela vestida con el uniforme de oficial, subteniente de artillería, del ejército español  a partir de la información que su madre, Carlota Cobos, le proporcionó. En él, Agustina de Aragón posa de pie, junto a un cañón, vistiendo casaquín de alférez con charretera de oro, dos condecoraciones, collar de perlas, pendientes de brillantes y falda de raso. Predominan los ocres y la pincelada es pastosa.
Tras pasar una etapa enferma, Atienza participó en la Exposición Nacional de Bellas Artes de 1884 con Retrato de un nieto de la célebre heroína de Zaragoza, hermano de la autora; Retrato de su madre, Un ramo de flores y Vista del Lago en el parque de Barcelona. En dicho catálogo figura como discípula de la Escuela especial de Pintura, Escultura y Grabado.
Aquejada de trastornos mentales, estuvo ingresada en una sanatorio psiquiátrico de Madrid donde falleció el 1 de abril de 1915.

## Reconocimientos
- En Zaragoza hay una calle con su nombre. (41°38′58″N 0°55′00″O / 41.6494932, -0.9166592)
- Es una de las treinta Mujeres Aragonesas que recoge Lola Campos en su libro publicado en 2001.[8]